# NGC 1337
NGC 1337 este o hi (21cm) source⁠(d) situată în constelația Eridanul. A fost descoperită în 10 noiembrie 1885 de către Lewis A. Swift. Se află la o distanță de 14,19 megaparseci de Pământ.